# Teresa Bell
Teresa Bell (nacida Teresa Zarzeczny, Washington Crossing, 28 de agosto de 1966) es una deportista estadounidense que compitió en remo.
Participó en los Juegos Olímpicos de Atlanta 1996, obteniendo una medalla de plata en la prueba de doble scull ligero. Ganó tres medallas en el Campeonato Mundial de Remo entre los años 1991 y 1994.

## Palmarés internacional
| Juegos Olímpicos   | Juegos Olímpicos              | Juegos Olímpicos  | Juegos Olímpicos   |
| Año                | Lugar                         | Medalla           | Prueba             |
| ------------------ | ----------------------------- | ----------------- | ------------------ |
| 1996               | Atlanta (Estados Unidos)      | Medalla de plata  | Doble scull ligero |
| Campeonato Mundial |                               |                   |                    |
| Año                | Lugar                         | Medalla           | Prueba             |
| 1991               | Viena (Austria)               | Medalla de plata  | Doble scull ligero |
| 1992               | Montreal (Canadá)             | Medalla de bronce | Doble scull ligero |
| 1994               | Indianápolis (Estados Unidos) | Medalla de bronce | Doble scull ligero |